# Plovatkovití
Plovatkovití (Lymnaeidae Rafinesque, 1845) jsou velmi významnou čeledí měkkýšů. Jedná se o celosvětově rozšířenou skupinu vodních plicnatých plžů. Některé druhy této čeledě patří k vůbec nejběžnějším sladkovodním plžům v ČR. Jejich význam tkví i v tom, že většina plovatkovitých plžů slouží jako mezihostitelé velkého spektra helmintů. Proto se jejich studiem zabývají kromě malakologů, též parazitologové. Nejčastěji slouží plovatkovití jako první mezihostitel motolic (Trematoda), v menší míře jako mezihostitelé některých hlístic (Nematoda). Uvádí se, že plovatkovití se podílí na vývojovém cyklu přinejmenším 71 druhů motolic.

## Rody
Typový rod je Lymnaea Lamarck, 1799.
| Seznam rodů    |                           |
| -------------- | ------------------------- |
| Acella         | Haldeman, 1841            |
| Adelinella     | Wenz, 1922                |
| Austropeplea   | B. C. Cotton, 1942        |
| Bakerilymnaea  | Weyrauch, 1964            |
| Boskovicia     | Brusina, 1894             |
| Bullastra      | Bergh, 1901               |
| Bulimnea       | Haldeman, 1841            |
| Corymbina      | Bulowski, 1892            |
| Erinna         | H. & A. Adams, 1858       |
| Fisherola      | Hannibal, 1912            |
| Galba          | Schrank, 1803             |
| Kutikina       | Ponder & Waterhouse, 1997 |
| Lanx           | Clessin, 1882             |
| Lymnaea        | Lamarck, 1799             |
| Myxas          | G.B. Sowerby, 1822        |
| Omphiscola     | Rafinesque, 1819          |
| Pseudisidora   | Thiele, 1931              |
| Pseudosuccinea | F.C. Baker, 1980          |
| Radix          | Montfort, 1810            |
| Stagnicola     | Jeffreys, 1820            |
| Valenciennius  | Rousseau, 1842            |
| Velutinopsis   | Sandberger, 1875          |
| Zagrabia       | Brusina 184               |

### Přehled druhů střední Evropy
- rod Galba
  - G. truncatula (O. F. Müller, 1774)
- rod Stagnicola
  - S. palustris O. F. Müller, 1774
  - S. turricula (Held, 1836)
  - S. occultus (Jackiewicz, 1959)
  - S. fuscus (C. Pfeiffer, 1821)
  - S. corvus (Gmelin, 1791)
- rod Omphiscola
  - O. glabra (O. F. Müller, 1774)
- rod Radix
  - R. peregra (O. F. Müller, 1774)
  - R. ovata (Draparnaud, 1805)
  - R. auricularia (Linneaus,1758)
  - R. ampla (Hartmann, 1821)
  - R. labiata (Rossmässler, 1835)
  - R. lagotis (Schrank, 1803)
- rod Myxas
  - M. glutinosa (O. F. Müller, 1774)
- rod Lymnaea
  - L. stagnalis Linneaus, 1758
- rod Pseudosuccinea
  - P. columella (Say, 1821)